# مرکز تحقیقات ایدز ایران
مرکز تحقیقات ایدز ایران (IRCHA)، یک مرکز پژوهشی پیشروی ایرانی در زمینهٔ پژوهش‌های پایه‌ای و مبتنی بر جامعه دربارهٔ HIV/AIDS و ایدز در ایران است. ریاست این مرکز را مینو محرز بر عهده دارد.
این مرکز، وابسته به دانشگاه علوم پزشکی تهران است و در مجتمع بیمارستان امام خمینی تهران قرار دارد و در سال ۱۳۹۴ فعالیت خود را شروع کرد. مرکز تحقیقات ایدز با فعالیت‌های چندرشته‌ای، با هدف آموزش، پژوهش و گسترش برنامه‌های پیشگیرانه، درمان و مراقبت در حیطه HIV/AIDS شروع به کار کرد. فعالیت‌های این مرکز عبارتند از:
- انجام فعالیت‌های پژوهشی در زمینه اپیدمیولوژی، پیشگیری، روش‌های آزمایشگاهی، درمان و مراقبت، سلامت روان، اعتیاد و سایر رفتارهای پرخطر،
- نشر دانش کسب‌شده و ظرفیت سازی برای ارائه دهندگان مراقب بهداشتی و سازمان‌ها در سطوح کشوری و منطقه‌ای،
- ارائه خدمات بالینی و روانی برای افراد مبتلا به HIV و خانواده آنها؛
- ایجاد و حفظ باشگاه یاران مثبت برای افراد HIV مثبت با هدف فراهم آوردن امکانات تفریحی، مهارت‌های زندگی و فعالیت‌های رفاهی برای اعضای خود.
- همکاری‌های گسترده با مراکز پژوهشی دیگر در سطح کشوری و بین‌المللی[۱]

این مرکز در سال ۱۳۹۳ دارای ۴۰ پزشک و پژوهشگر تمام وقت و نیمه وقت بود.

## باشگاه یاران مثبت
باشگاه یاران مثبت مرکزی ویژهٔ افرادی است که با اچ آی وی/ایدز زندگی می‌کنند. در این باشگاه که با مشارکت افراد HIV مثبت اداره می‌شود، علاوه بر فعالیت‌های آموزشی و تفریحی، خدمات مشاوره رایگان به عموم افرادی که مایل به مشاوره هستند ارایه می‌شود.
این باشگاه در سال ۱۳۸۴ توسط انجمن تنظیم خانواده ایران با حمایت مجتمع بیمارستانی امام خمینی تهران و به کمک مرکز تحقیقات ایدز ایران راه اندازی شد.